# Torre de Godelleta

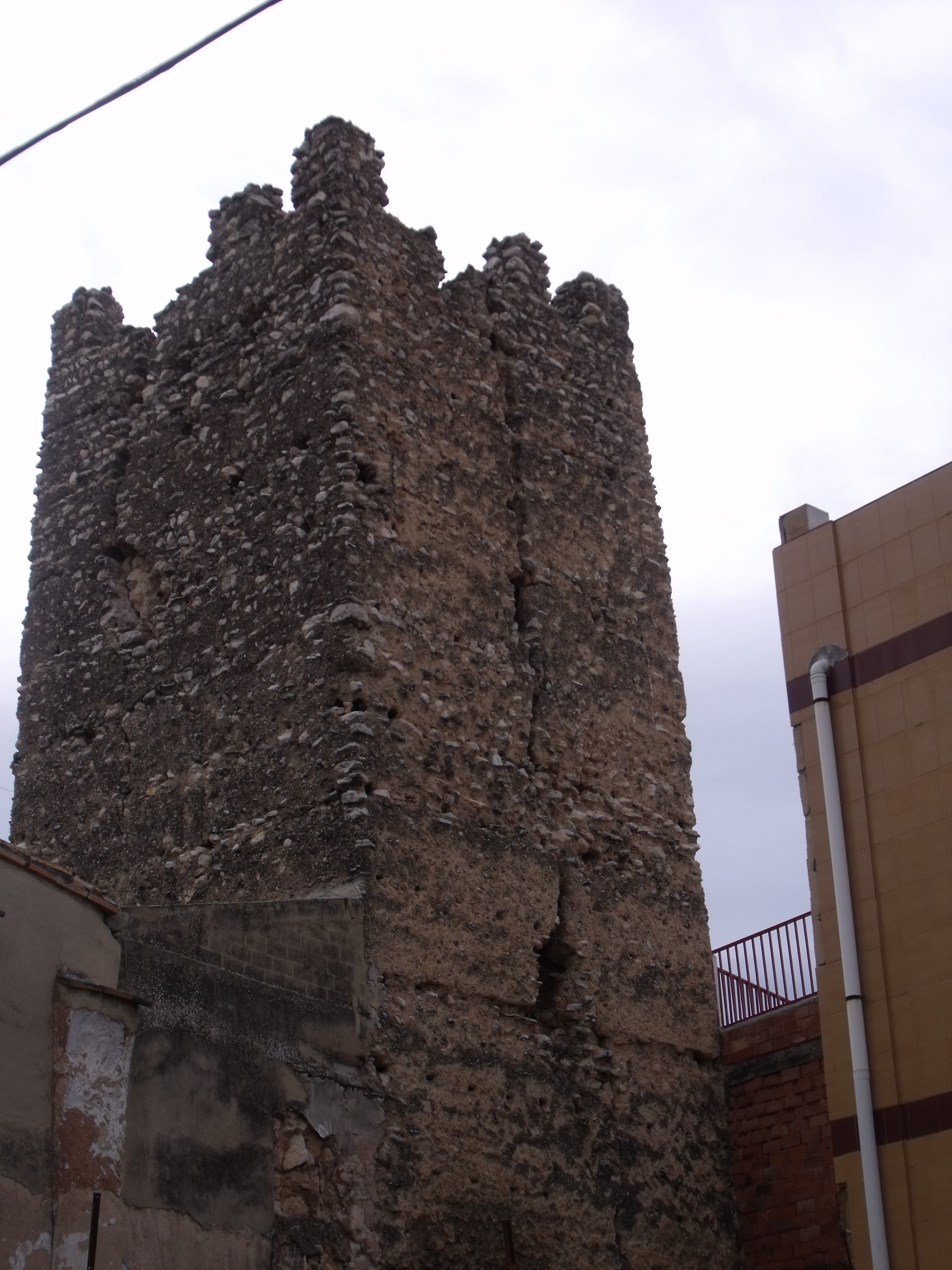
La torre presenta una grieta en uno de sus lados.

La Torre de Godelleta se encuentra en el núcleo urbano, en la plaza de la Iglesia, en el municipio del mismo nombre, en la comarca de La Hoya de Buñol de la provincia de Valencia.
La placa identificativa del monumento, instalada por el ayuntamiento, la data en los siglos XI a XIII.
Se encuentra catalogada como Bien de interés cultural según consta en la Dirección General de Patrimonio Cultural de la Consejería de Turismo, Cultura y Deporte de la Generalidad Valenciana, con número de anotación ministerial: R-I-51-0010638 y fecha de anotación 28 de mayo de 2001.

## Descripción

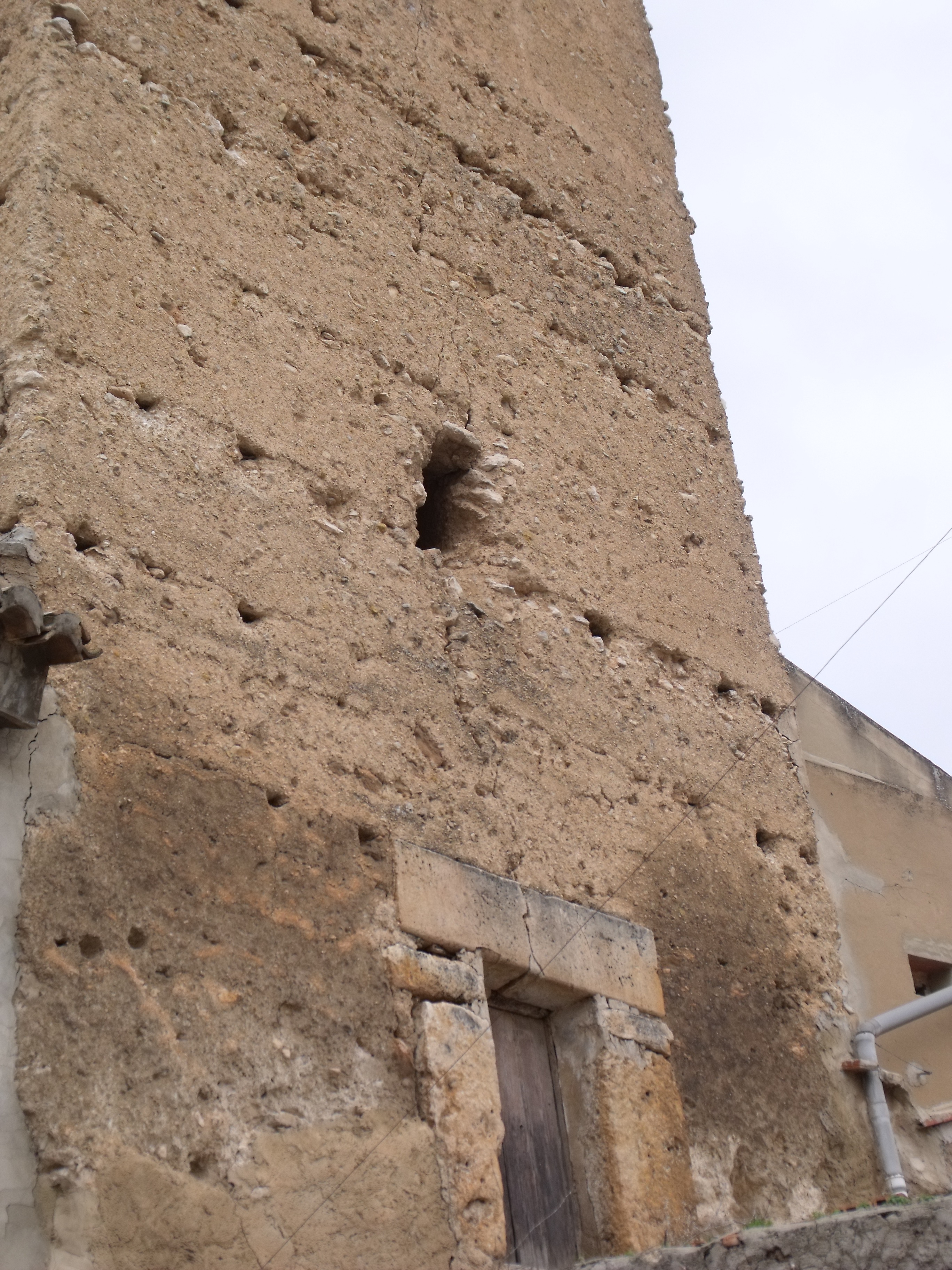
La puerta de acceso queda actualmente (2012) a la altura del techo de una edificación anexa.

La Torre tiene planta cuadrangular y almenas. Su fábrica es de ladrillos y mampostería (piedra y argamasa). Tiene una altura aproximada de unos dieciocho metros y tenía dos pisos. En el interior hay una serie de salientes adosados a las paredes que son restos de la escalera que servía para acceder a las ventanas y a las almenas a la hora de prevenir posibles invasiones. La planta baja servía para almacén. La puerta de acceso se encuentra en la primera planta elevada sobre el suelo, se llega a la puerta desde del recinto de defensa adosado. La segunda y tercera plantas son cámaras de habitación con techos de madera y la quinta forma la terraza defensiva almenada.